# Stjepan Tomas
Stjepan Tomas (Bugojno, Bosnia y Herzegovina, 6 de marzo de 1976) es un exjugador y entrenador de fútbol bosnio nacionalizado croata. Actualmente está sin club.

## Carrera como jugador
La carrera de Tomas comenzó en su ciudad natal de Bugojno, donde jugó para el club NK Iskra Bugojno. En la temporada 1994-95 estuvo contratado en el Istra Pula. Después de su primer año allí, se mudó al Dinamo Zagreb, donde jugó durante cinco años. Con el club croata ganó cinco campeonatos y tres copas nacionales.
Para la temporada 2000-01, Tomas fue traspasado al recién ascendido Vicenza. Los italianos pagaron al Dinamo Zagreb el equivalente a tres millones de euros por el central. En el primer año, el club descendió a la Serie B. Después de un año en la segunda máxima liga italiana, pasó a la temporada 2002-03 al Como y volvió a ascender a la Serie A tras un año en la segunda división.
En julio de 2003, Tomas se mudó al club turco Fenerbahçe por un millón de euros, con el que se proclamó campeón de Turquía. Durante la temporada siguiente se marchó al Galatasaray, en forma gratuita. Allí hizo 95 apariciones, 50 de ellas en la Superliga de Turquía. En agosto de 2007, firmó un contrato de dos años con el club ruso Rubin Kazán, por una tarifa de 4,8 millones de euros. El 31 de enero de 2010, firmó un contrato con el equipo turco Gaziantepspor hasta el final de la temporada. Luego pasó al Bucaspor, un equipo recién ascendido a la Superliga turca.

## Selección nacional
Tomas hizo su debut con Croacia en un partido amistoso de abril de 1998 contra Polonia, sustituyendo a Tomislav Rukavina en el minuto 60, y jugó un total de 49 partidos internacionales, anotando 1 gol. Formó parte del equipo en la Copa Mundial de la FIFA 2002, donde jugó en los tres partidos de la fase de grupos antes de ser eliminados. También estuvo en el equipo nacional en la Eurocopa 2004, pero no jugó ningún partido en el torneo. También jugó para la selección nacional en su tercer y último partido en la Copa Mundial de la FIFA 2006 contra Australia, que se convirtió en su última aparición internacional.

### Participaciones en Copas del Mundo
| Mundial                        | Sede                  | Resultado    |
| ------------------------------ | --------------------- | ------------ |
| Copa Mundial de Fútbol de 2002 | Corea del Sur y Japón | Primera fase |
| Copa Mundial de Fútbol de 2006 | Alemania              | Primera fase |

## Carrera como entrenador
El 15 de noviembre de 2019, Tomas fue nombrado entrenador del club turco Antalyaspor aunque dejaría su cargo dos meses después. En agosto de 2020, fue oficializado en el Çaykur Rizespor. No obstante, en enero de 2021, fue rescindido su contrato tras una serie de malos resultados.
El 9 de marzo de 2022, se lo anunció como el técnico del Göztepe hasta el final de la temporada. Luego de que se consumara el descenso, Tomas fue desvinculado a finales del mes de abril.
En junio de 2022, Tomas fue nombrado entrenador del club Sheriff Tiraspol de la Superliga de Moldavia. Cuatro meses después, el 25 de octubre de 2022, renunció al cargo luego de la primera derrota de la temporada en la liga, ante el Petrocub Hîncești, y dos días antes de un viaje fuera de casa al Manchester United por la UEFA Europa League.
El 24 de abril de 2023, fue anunciado como el técnico del NK Osijek hasta el final de la temporada 2023-24.En octubre del mismo año, fue relevado de sus funciones.
En julio de 2024, asumió al frente del Al-Okhdood saudí.En febrero de 2025, fue despedido de su cargo después de una serie de malos resultados.

## Clubes

### Como jugador
| Club          | País    | Año       |
| ------------- | ------- | --------- |
| Istra Pula    | Croacia | 1994-1995 |
| Dinamo Zagreb | Croacia | 1995-2000 |
| Vicenza       | Italia  | 2000-2002 |
| Como          | Italia  | 2002-2003 |
| Fenerbahçe    | Turquía | 2003-2004 |
| Galatasaray   | Turquía | 2004-2007 |
| Rubin Kazán   | Rusia   | 2007-2010 |
| Gaziantepspor | Turquía | 2010      |
| Bucaspor      | Turquía | 2010      |

### Como entrenador
| Club             | País           | Año       |
| ---------------- | -------------- | --------- |
| Antalyaspor      | Turquía        | 2019-2020 |
| Çaykur Rizespor  | Turquía        | 2020-2021 |
| Göztepe          | Turquía        | 2022      |
| Sheriff Tiraspol | Moldavia       | 2022      |
| NK Osijek        | Croacia        | 2023      |
| Al-Okhdood       | Arabia Saudita | 2024-2025 |

## Palmarés

### Como jugador

#### Campeonatos nacionales
| Título                | Club          | País    | Año       |
| --------------------- | ------------- | ------- | --------- |
| Prva HNL              | Dinamo Zagreb | Croacia | 1995-96   |
| Copa de Croacia       | Dinamo Zagreb | Croacia | 1995-96   |
| Prva HNL              | Dinamo Zagreb | Croacia | 1996-97   |
| Copa de Croacia       | Dinamo Zagreb | Croacia | 1996-97   |
| Prva HNL              | Dinamo Zagreb | Croacia | 1997-98   |
| Copa de Croacia       | Dinamo Zagreb | Croacia | 1997-98   |
| Prva HNL              | Dinamo Zagreb | Croacia | 1998-99   |
| Prva HNL              | Dinamo Zagreb | Croacia | 1999-2000 |
| Superliga de Turquía  | Fenerbahçe    | Turquía | 2003-04   |
| Copa de Turquía       | Galatasaray   | Turquía | 2004-05   |
| Superliga de Turquía  | Galatasaray   | Turquía | 2005-06   |
| Liga Premier de Rusia | Rubin Kazán   | Rusia   | 2008      |
| Liga Premier de Rusia | Rubin Kazán   | Rusia   | 2009      |